# Emil Johann Lauffer
Emil Lauffer, křtěný Emil Johann Leo Lauffer (28. června 1837 Dvorce – 31. května 1909 Smíchov) byl český malíř německé národnosti a vysokoškolský pedagog.

## Život
Emil Lauffer se narodil jako druhý syn Josefa Lauffera, lékárníka v domě č.37 ve Dvorcích u Bruntálu a jeho manželky Amálie, dcery Johanna Spaziera, lékárníka v Krnově a byl pokřtěn jmény Emil Johann Leo. Jeho starší bratr Ferdinand Josef Lauffer byl básníkem, přítelem Hanse Kudlicha, a po revolučním roce 1848 musel uprchnout do zahraničí. Emilovo rozhodnutí pro uměleckou dráhu mohl ovlivnit vzor malíře Ferdinanda Krumholze, který rovněž pocházel ze Dvorců, a tvorba tehdy slavného mnichovského malíře historií Petera von Cornelia.
Emil Johann byl žákem Christiana Rubena na vídeňské Akademii a do Prahy přišel roku 1865, aby zhotovil dvě nástěnné malby v letohrádku královny Anny podle návrhu svého profesora. Zůstal už v Praze a byl pak téměř čtyřicet let profesorem kreslení na Německém polytechnickém ústavu (1869–1907). Působil i na pražské Akademii, kde byl jeho žákem Václav Brožík. Kromě toho dával soukromé lekce kresby také Antonínu Slavíčkovi. V letech 1864–1886 byl členem Krasoumné jednoty.

## Rodina
V roce 1866 se oženil s Kamilou Weberovou (*1840), s níž vychoval tři dcery: Marii (*1866), Kamilu (*1867) a Hildegardu (*1869). Rodina bydlela v letech 1867-1880 na Novém Městě (čp. 930/II, čp. 995/II), od roku 1880 na Smíchově na Ferdinandově (nyní Janáčkově) nábřeží č. 6, před Laufferovou smrtí se manželé přestěhovali do smíchovského domku čp. 454.
Lauffer zemřel roku 1909 a byl pohřben na Olšanských hřbitovech.

### Ocenění
- 1864 Reichelova umělecká cena pro žáky Vídeňské akademie, za historickou malbu

## Dílo
Lauffer byl představitelem rakousko-německé romantické historické malby, opakovaně kopíroval cizí předlohy. Jeho obraz Kriemhildina žaloba (1879), který zakoupila Společřnost vlasteneckých přátel umění, byl inspirován eposem Píseň o Nibelunzích.
Kromě nástěnných maleb v pražském Letohrádku královny Anny a v pražské katedrále vytvořil technikou fresky malbu ve foyer Národního divadla v Praze podle předlohy Mikoláše Alše. Velkou nástropní malbu vytvořil v sále zámku v Liblicích. Mimo Prahy působil v Polském Slezsku, kam v 50. až 80. letech dodal několik oltářních obrazů pro kostely v obcích Bliszczyce, Pilszcz, Królowe, Třebom, Głogówek, Zawiszyce a Głubczyce.

### Známá díla
- 1858 Autoportrét
- 1863 Obrácení bulharského krále Borise na křesťanskou víru, Národní galerie v Praze
- 1866 Podobizna (Bildnis)
- 1867 Prohraná sázka (Verlorene Wette)
- 1868 Návrat z Golgoty (Rückkehr vom Kalvarienberg)
- Svatý Václav, oltářní obraz pro Smečno (Der Heilige Wenzel)
- 1869 Sváteční myslivci (Feiernde Jäger)
- 1870 Dóže Marino Falieri vypravuje dogarese o svém zasnoubení s Jaderským mořem (Marino Falieri erzählt Dogarese über seine Verlobung mit dem Adriatischen Meer)
- 1872 Svatý Dominik, (Der Hl. Dominik), oltářní obraz pro Žabčice
- 1873  Hrabě Eberhard II. Württemberský zdraví svého prastrýce po vítězné bitvě u Döffingenu v roce 1388 (obraz vystaven na Světové výstavě ve Vídni roku 1873; tehdy ze sbírky velkovévodkyně Marie Antonie Toskánské na zámku v Ostrově u Karlových Varů[6]
- 1873 Merlin představuje budoucího krále Artuše olejomalba, prodána v aukci Sotheby´s v New Yorku[7]
- 1874 Loučení (také Válečná vdova)
- 1876 Návštěva Panny Marie u Alžběty (Maries Besuch bei Elisabeth)
- 1879-1880 jedna scéna z cyklu fresek "Život sv. Anny, podle předlohy Jana Swertse, kaple sv. Anny katedrály sv. Víta v Praze,[8]
- 1881 Kriemhilda obviňuje Günthera a Hagena ze zavraždění Siegfrieda (Krimhild beschuldigt Gunther und Hagen des Mordes an Siegfried), Národní galerie v Praze
- kolem 1881 oltářní obrazy Sv. Terezie z Ávily a sv. Alžběta pro kostel sv. Mikuláše ve Třticích
- 1883 Dětská podobizna (Porträt eines Kindes)
- Hájení Prahy proti Švédům (Die Verteidigung Prags gegen Belagerung durch Schweden), olejomalba, prodána v aukci Dorothea
- Císař Rudolf II. , ochránce umění , také Císař Rudolf II. ve společnosti svých dvořanů roku 1591 obdivuje torzo antické sochy Illionea (Kaiser Rudolf II. als Beschützer der Kunst), freska podle předlohy Christiana Rubena, Praha, Letohrádek královny Anny
- 1887 Hostina , nástropní freska, zámek Liblice
- před 1909 Srbské povstání

## Galerie

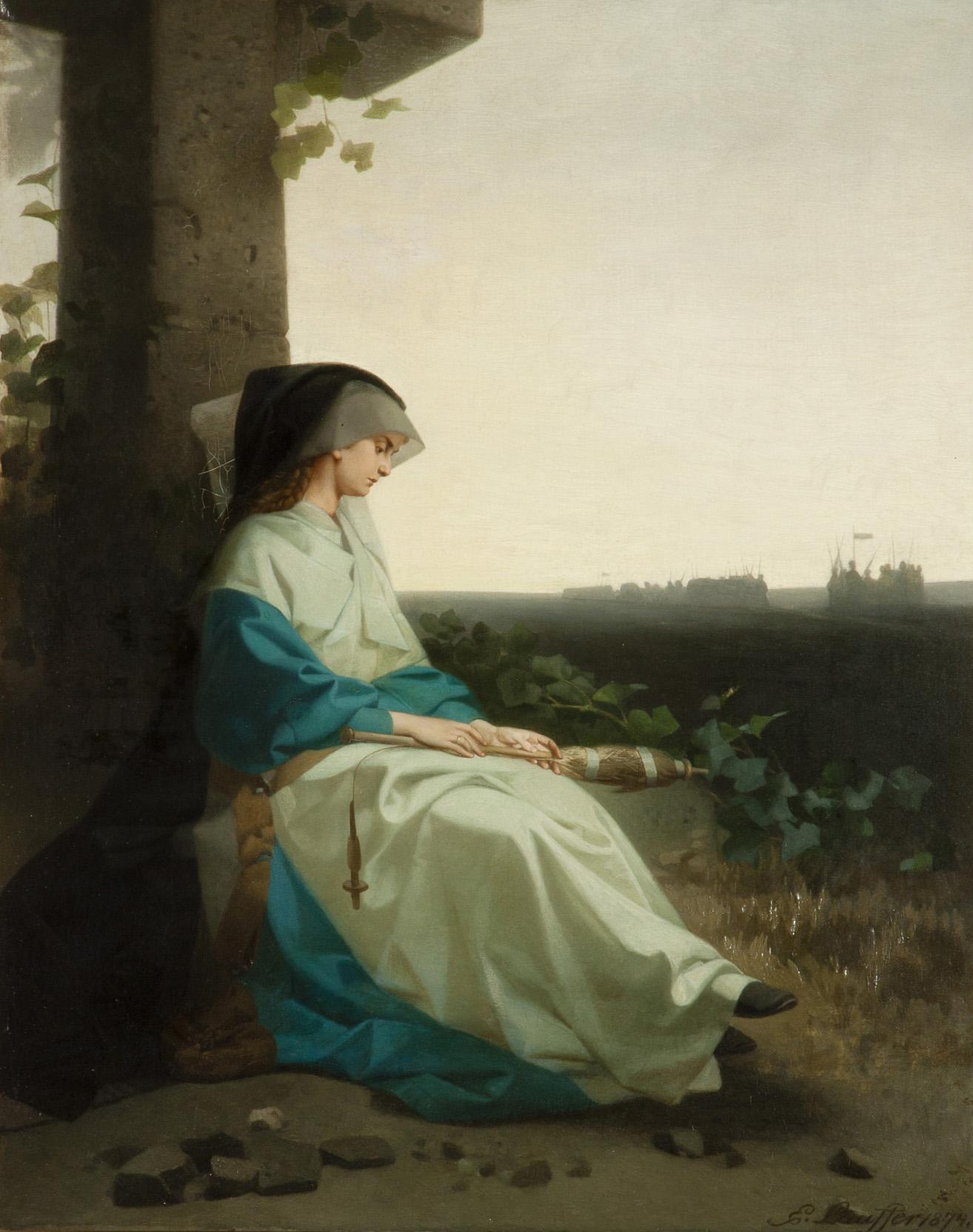
Loučení, také Válečná vdova (1874)
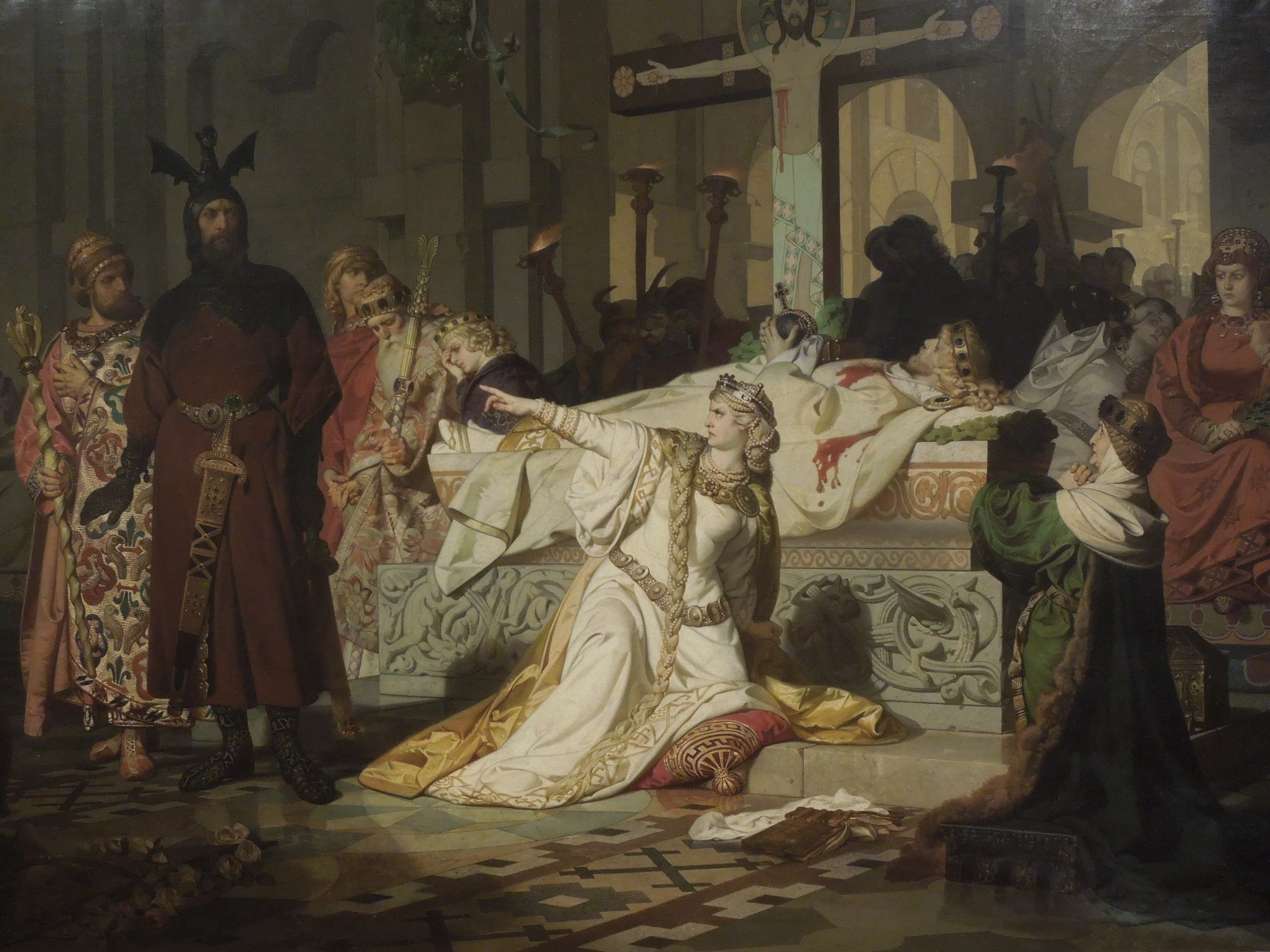
Kriemhildina žaloba (1879)
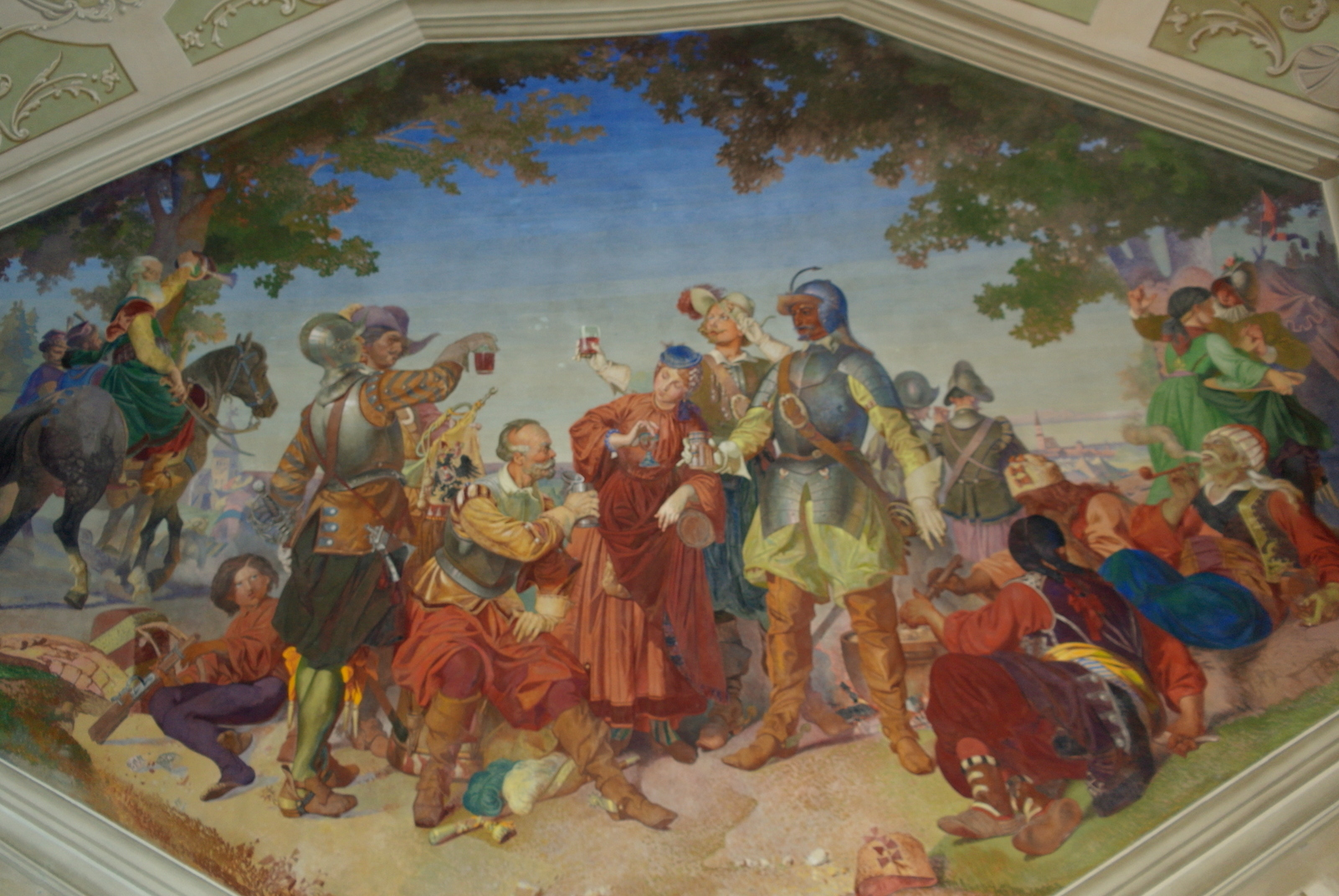
Hodování, Liblice
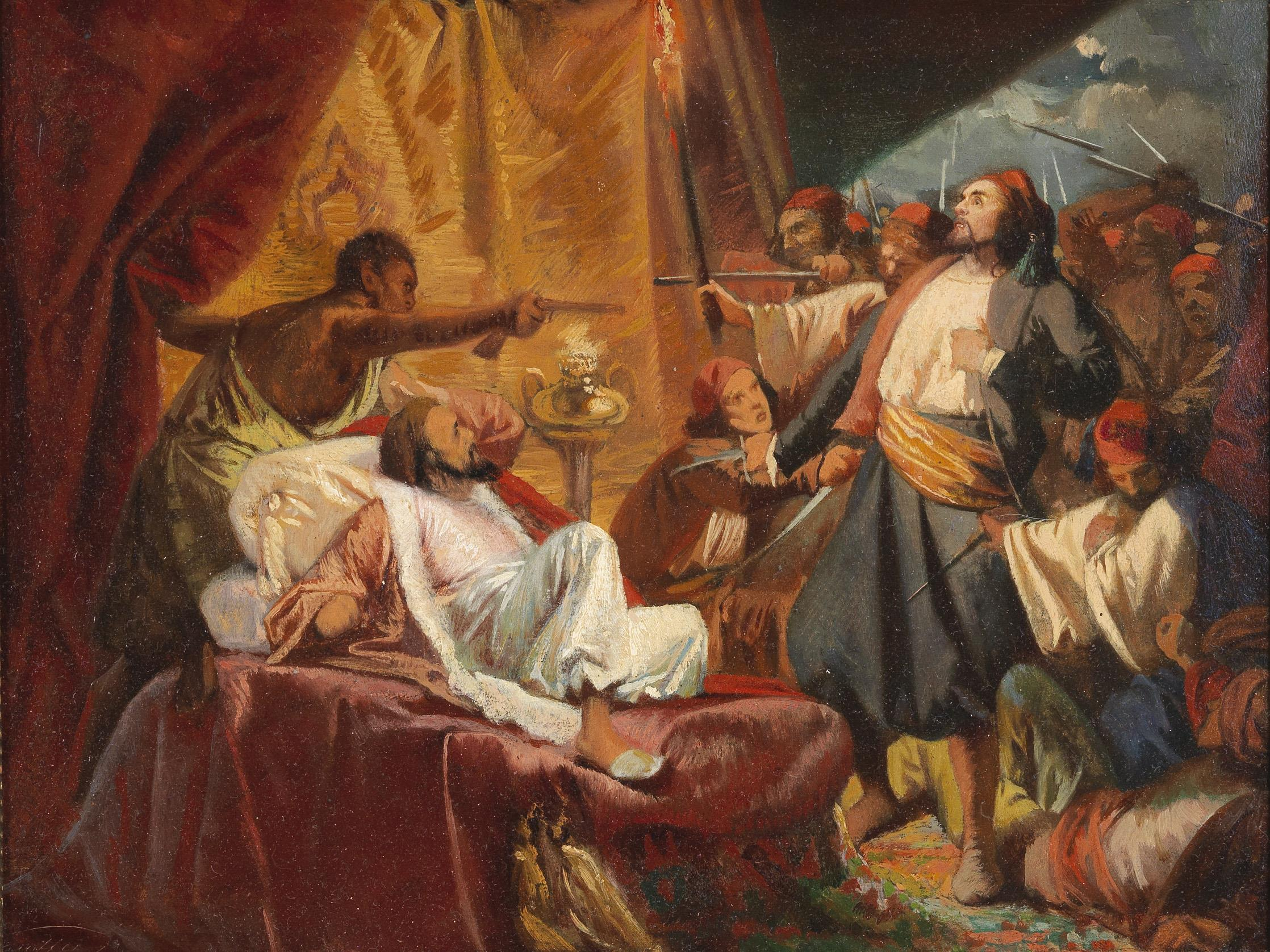
Srbské povstání (před 1909)
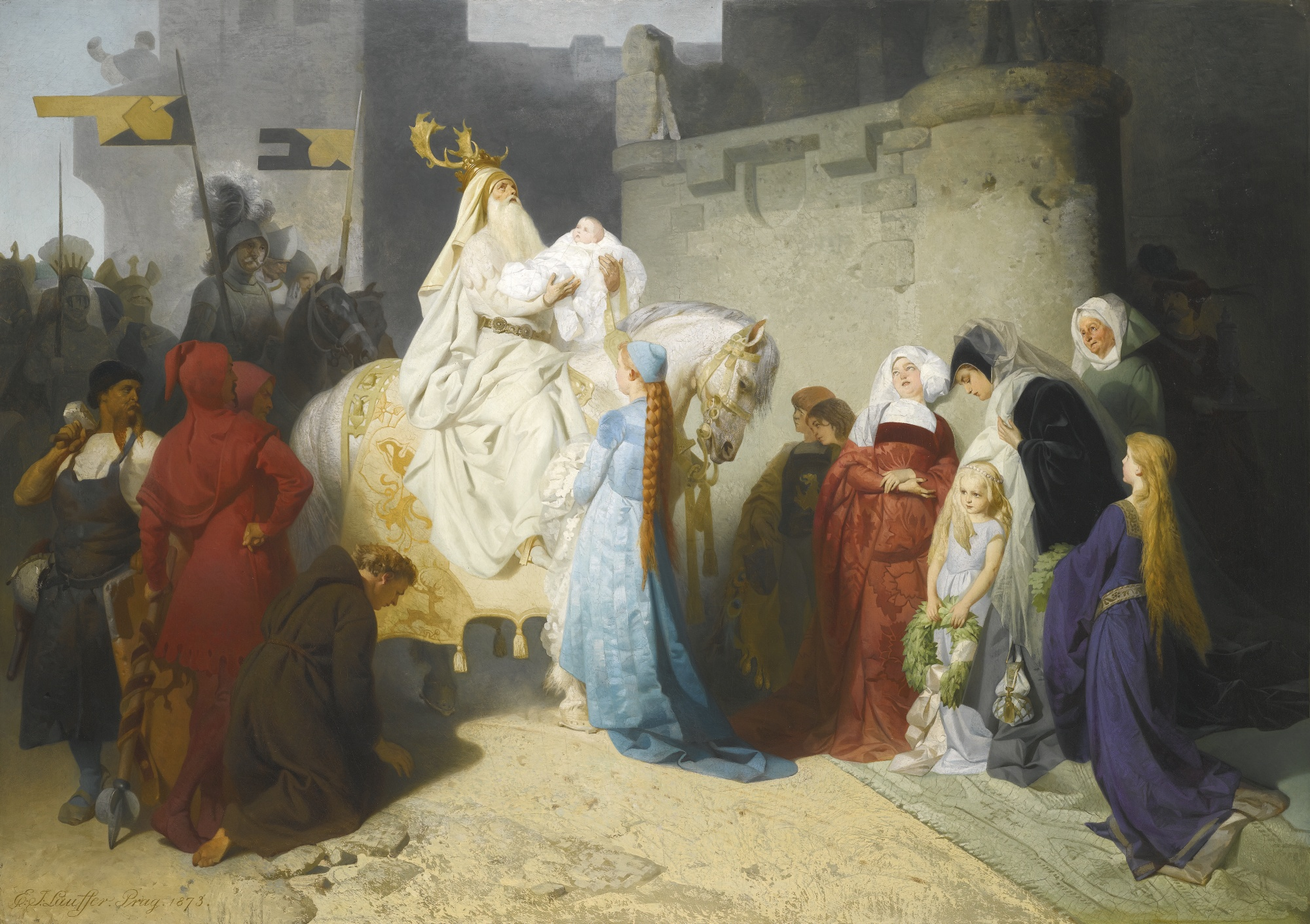
Merlin představuje budoucího krále Artuše